# کلوچکوویتس-اوشدله
کلوچکوویتس-اوشدله (به لهستانی:  Kluczkowice-Osiedle) یک روستا در لهستان است که در گمینا اوپوله لوبلسکیه واقع شده‌است. کلوچکوویتس-اوشدله  ۵۶۰ نفر جمعیت دارد.